# Joaquín Pertiñez Fernández
Joaquín Pertiñez Fernández (ur. 22 września 1952 w Monachil) – hiszpański duchowny rzymskokatolicki, od 1999 biskup Rio Branco.